# Шаплыко, Владимир Павлович
Владимир Павлович Шаплыко (бел. Уладзімір Паўлавіч Шаплыка) — советский хозяйственный, государственный и партийный деятель.

## Биография
Родился в 1947 году в Брагине. Член КПС.
С 1968 года — на хозяйственной, общественной и политической работе. В 1968—2010 гг. — заведующий ремонтными мастерскими совхоза «Голевичи» Калинковичского района, первый секретарь Калинковичского райкома комсомола, первый секретарь Гомельского обкома комсомола, секретарь, первый секретарь ЦК ЛКСМБ, секретарь ЦК ВЛКСМ, сотрудник аппарата ЦК КПСС, первый секретарь Гомельского обкома партии, ответработник Гомельского облисполкома, работник Департамента продовольственных ресурсов правительства Москвы, секретариата Председателя Совета Министров Республики Беларусь, начальник Главного управления межпарламентских связей Секретариата Парламентского Собрания Беларуси и России.
Избирался депутатом Верховного Совета Белорусской ССР 9-11-го созывов. Делегат XXVI и XXVII съездов КПСС.
Умер в Москве в 2013 году. Похоронен на Троекуровском кладбище города Москвы, участок 20.